# Hamlet (postać)

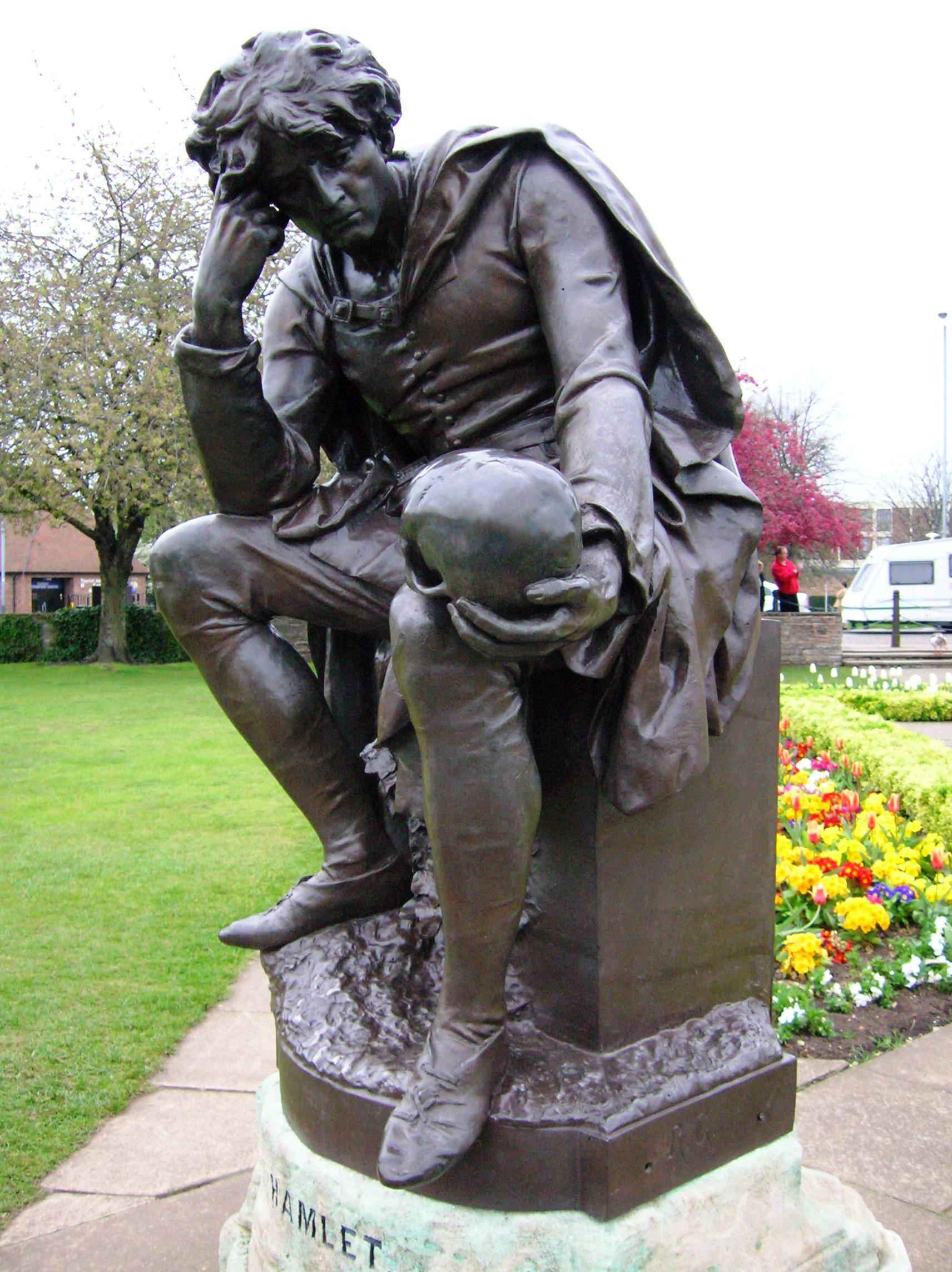
Posąg Hamleta, dłuta Ronalda Gowera w Stratford-upon-Avon

Hamlet, książę Danii, Hamlet, królewicz duński – postać fikcyjna, tytułowy i główny bohater dramatu Hamlet Williama Szekspira, bohater tragiczny, uważany za „symbol człowieka, któremu skłonność do autorefleksji uniemożliwia działanie”.

## Rola Hamleta
Od wieków rola Hamleta jest przedmiotem licznych studiów interpretacyjnych, zajmował się tym m.in. Stanisław Wyspiański, a także licznych odniesień w literaturze, malarstwie czy operze.
Jest uznawany za jedną z najtrudniejszych kreacji aktorskich: „Hamlet to rola, według której ocenia się aktorów i reżyserów (...)”. Pierwszym aktorem, który wcielił się w postać Hamleta był Richard Burbage, potem w postać duńskiego księcia wcielały się największe gwiazdy teatralne i filmowe, m.in. tacy aktorzy: David Garrick, Edwin Booth, Laurence Olivier, John Gielgud, Richard Burton, Richard Chamberlain, Kenneth Branagh, Mel Gibson, Ethan Hawke czy Gustaw Holoubek, ale także kobiety, m.in.: Sarah Bernhardt, Teresa Budzisz-Krzyżanowska czy Angela Winkler.

## Opis postaci
Zamieszkuje zamek Elzynor, jako członek rodziny królewskiej w XI-wiecznej Danii. Jest synem zmarłego króla Hamleta i królowej Gertrudy, bratankiem rządzącego króla Danii Klaudiusza. Jest mężczyzną trzydziestokilkuletnim, kulturalnym i wykształconym, mającym za sobą studia w Wittenberdze, ale i żołnierską przeszłość. Jego przyjaciółmi są Horacy oraz Rozenkranc i Gildenstern, a obiektem jego westchnień – Ofelia.

## Pierwowzór postaci
Hamlet był półlegendarnym księciem Jutlandii – historia jego życia została zapisana w zaginionej islandzkiej sadze, skąd zaczerpnął ją Saxo Grammaticus, umieszczając go w poczcie władców Danii w kronice Gesta Danorum (XIII wiek). Szekspir, tworząc swój dramat, opierał się na wzbogaconym przekładzie dzieła Saxo Gramatyka autorstwa François de Belleforest oraz na zaginionej XVI wiecznej sztuce autorstwa Thomasa Kyda.

## Cytaty

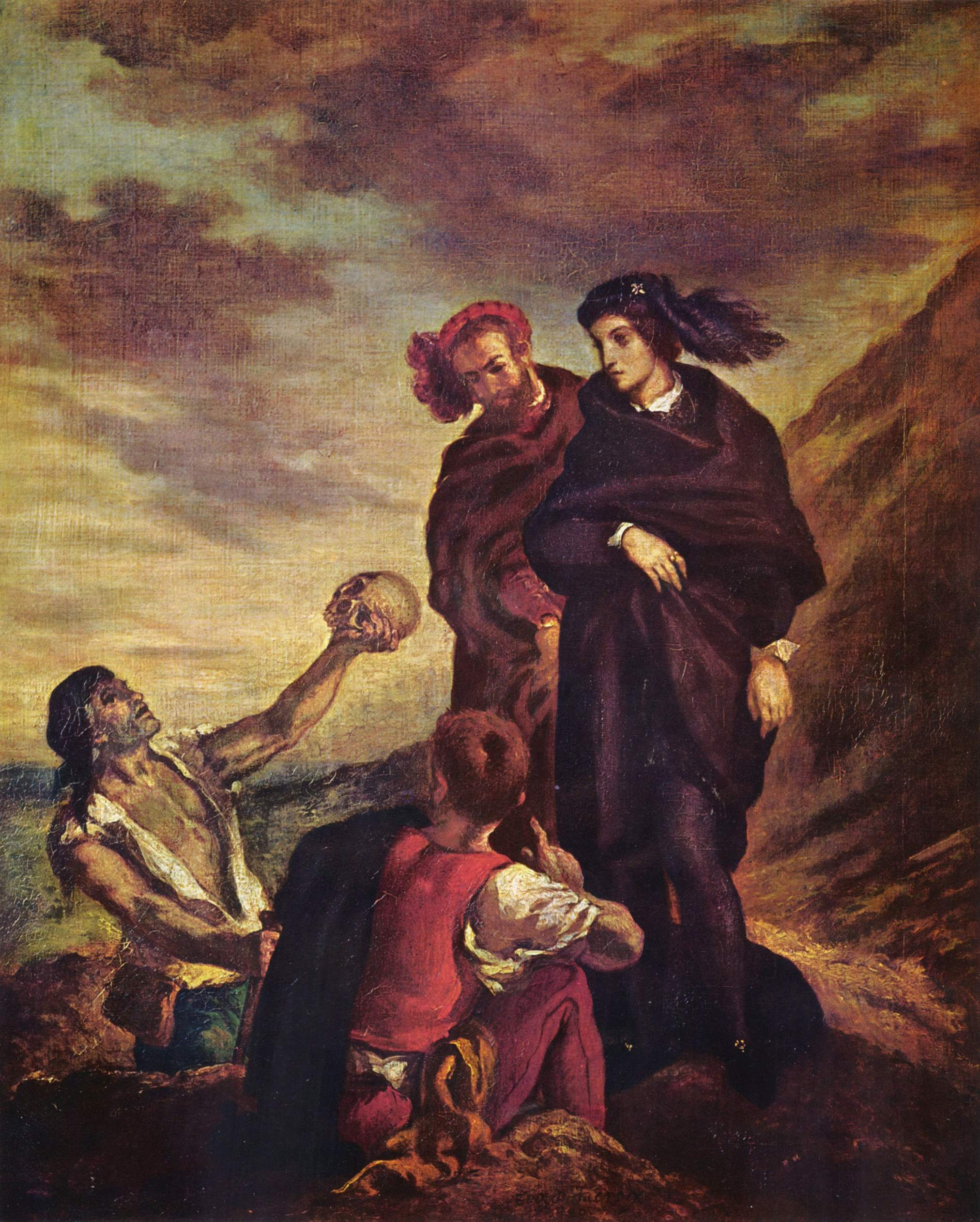
Eugène Delacroix Hamlet i Horacjo na cmentarzu

Hamlet wypowiada wiele słynnych fraz, w tym jedną z najbardziej znanych literackich kwestii: „Być albo nie być”, ang.: To be, or not to be (akt trzeci, scena pierwsza).
Wybrane inne cytaty:
- „Słowa, słowa, słowa”, w odpowiedzi na pytanie Poloniusza: „Cóż to czytasz, mości książę?” – akt drugi, scena druga,
- „Biedny Yoryku! Znałem go, mój Horacy”, to podczas tej sceny Hamlet trzyma w ręku czaszkę, a nie wtedy, gdy pyta „Być albo nie być” – akt piąty, scena pierwsza
- „Reszta jest milczeniem”, ostatnie słowa – akt piąty, scena druga

## Aktorzy wcielający się w role Hamleta
Lista wybranych aktorów wcielających się w rolę Hamleta:

### Role teatralne

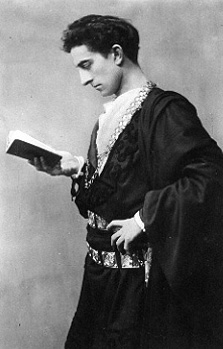
Johnston Forbes-Robertson jako Hamlet

- Richard Burbage – pierwszy odtwórca roli
- John Barrymore
- Johnston Forbes-Robertson
- Wojciech Bogusławski – spektakl w Teatrze Lwowskim we Lwowie, premiera 9 kwietnia 1798[5]
- Józef Śliwicki – spektakl w Teatrze Miejskim we Lwowie, premiera 28 listopada 1902[6]
- Karol Adwentowicz – spektakl w reżyserii Mariana Jednowskiego w Teatrze im. Juliusza Słowackiego w Krakowie, premiera 2 kwietnia 1921[7]
- Aleksander Węgierko – spektakl w reżyserii Aleksandra Węgierki w Teatrze Polskim w Warszawie, premiera 4 kwietnia 1939[8]
- Leszek Herdegen – spektakl w reżyserii Romana Zawistowskiego w Starym Teatrze im. Heleny Modrzejewskiej w Krakowie, premiera 30 września 1956[9]
- Edmund Fetting – spektakl w reżyserii Andrzeja Wajdy w Teatrze Wybrzeże w Gdańsku, premiera 13 czerwca 1960[10]
- Gustaw Holoubek – spektakl w reżyserii Gustawa Holoubka w Teatrze Dramatycznym w Warszawie, premiera 11 listopada 1962[11]
- Daniel Olbrychski – spektakl w reżyserii Adama Hanuszkiewicza w Teatrze Narodowym w Warszawie, premiera 16 kwietnia 1970[12]
- Piotr Fronczewski – spektakl w reżyserii Gustawa Holoubka w Teatrze Dramatycznym w Warszawie, premiera 28 grudnia 1979[13]
- Jerzy Stuhr – spektakl Tragiczna historia Hamleta księcia Danii w reżyserii Andrzej Wajdy w Starym Teatrze im. Heleny Modrzejewskiej w Krakowie, premiera 28 listopada 1981[14]
- Teresa Budzisz-Krzyżanowska – spektakl Hamlet (IV) w reżyserii Andrzeja Wajdy, w Starym Teatrze im. Heleny Modrzejewskiej w Krakowie, premiera 30 czerwca 1989[4][15]
- Val Kilmer
- William Hurt
- Ben Whishaw – spektakl w The Old Vic

### Role filmowe
- Laurence Olivier – Hamlet, 1948, w reżyserii Laurence’a Oliviera
- Innokientij Smoktunowski – Hamlet, 1964, w reżyserii Grigorija Kozincewa
- Richard Chamberlain – Hamlet, jeden z odcinków Hallmark Hall of Fame, 1970
- Derek Jacobi – Hamlet, 1980, telewizyjna inscenizacja BBC, w reżyserii Rodneya Bennetta
- Mel Gibson – Hamlet, 1990, w reżyserii Franco Zeffirellego
- Kenneth Branagh – Hamlet, 1996, w reżyserii Kennetha Branagha
- Ethan Hawke – Hamlet, 2000, w reżyserii Michaela Almereydy
- David Tennant – Hamlet, 2009, w reżyserii Gregory’ego Dorana